# Thomas Strothotte
Thomas Strothotte (* 23. Oktober 1959 in Regina, Saskatchewan) ist ein kanadischer Informatiker.

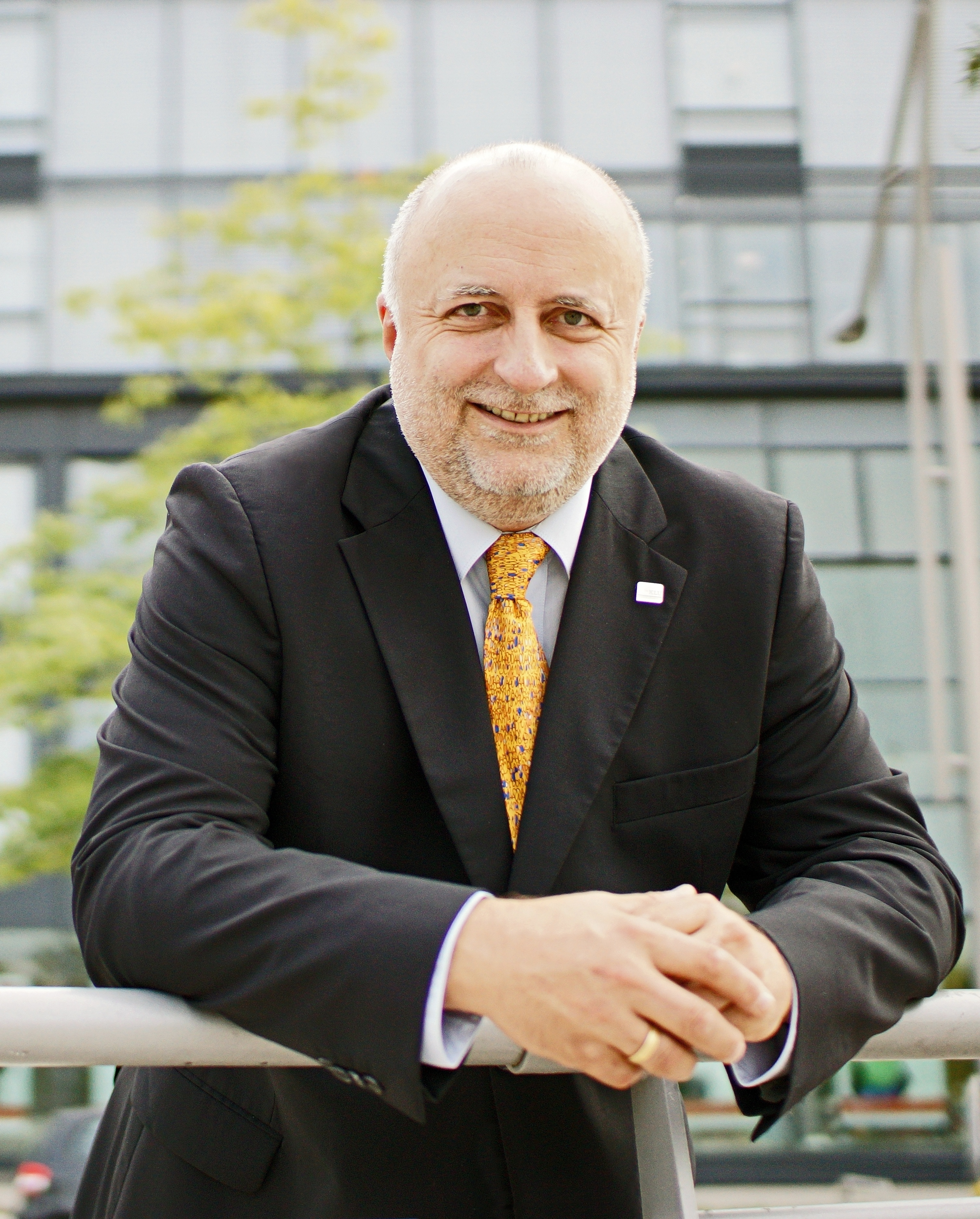
Thomas Strothotte

## Werdegang im akademischen Betrieb
Strothotte entstammt einem deutschen Elternhaus. Er studierte an der Simon Fraser University in Vancouver Physik und Informatik und schloss 1980 dort mit dem Bachelor of Science, 1981 mit dem Master of Science ab. Von 1981 bis 1982 arbeitete er als Doktorand an der Universität Stuttgart, von 1982 bis 1983 an der McGill University Montreal, Québec und von 1983 bis 1984 in Ontario an der University of Waterloo. Er promovierte darauf an der McGill University mit einer Dissertation zu dem Thema Temporal Constructs for an Algorithmic Programming Language.
Danach war er am INRIA (Institut National de Recherche en Informatique et en Automatique) Rocquencourt nahe Paris als Postdoctoral Fellow beschäftigt, wirkte aber von 1985 bis 1989 als wissenschaftlicher Mitarbeiter der Abteilung Dialogsysteme der Fakultät für Informatik wieder an der Universität Stuttgart und habilitierte sich dort 1989. Zu seinen Forschungsfeldern gehören das Verhältnis von Bildern zu Sprache und Text, die Abstraktionsprozesse in Computergrafiken, sowie Grafiken in der Mensch-Computer-Interaktion.
Anschließend war er Gastwissenschaftler in Heidelberg am IBM Wissenschaftlichen Zentrum. Ein Jahr später, 1990, wurde er als Universitätsprofessor für Interaktive Systeme an die Freie Universität Berlin berufen.
1993 folgte er dem Ruf auf eine Universitätsprofessur für Computergrafik und Interaktive Systeme an die Otto-von-Guericke-Universität Magdeburg. Von 1994 bis 1996 war er dort ebenfalls Dekan seiner Fakultät, von 1996 bis 1998 Prorektor für Planung und Haushalt. Von Juli bis September 1998 hatte er dann kommissarisch das Amt als Rektor dieser Universität inne in der Nachfolge von Harald Böttger. Er übergab das Rektorenamt an seinen Nachfolger Klaus Erich Pollmann.
Strothotte war darüber hinaus federführend bei der Initiierung des Diplom-Studiengangs Computervisualistik an der Universität Magdeburg, welcher beispielgebend für Studiengänge an anderen Universitäten wurde. Vom März 2001 bis September 2002 leitete er außerdem die IT-Geschäftsstelle der Landesregierung und der Staatskanzlei des Landes Sachsen-Anhalt.
2004 erwarb er an der Columbia University in New York City und der London Business School den Master of Business Administration (MBA).
Zwischen 2006 und 2008 wirkte Strothotte als Rektor der Universität Rostock. In einem als „Profillinien“ bezeichneten Konzept strebte er eine Fokussierung der Lehr- und Forschungsaktivitäten auf interdisziplinäre Schwerpunktbereiche an. Die damit verbundenen Kürzungsmaßnahmen waren insbesondere bei den davon betroffenen Bereichen jedoch stark umstritten.
Nachdem bekannt geworden war, dass sich Strothotte auf den Präsidentenposten der Universität Regensburg beworben hatte, trat er im September 2008 auf Drängen des Senats als Rektor der Universität Rostock zum 31. Dezember 2008 zurück. Zum 1. April 2009 trat Strothotte sein Amt als Präsident der Universität Regensburg an, das er bis März 2013 innehatte.
Vom 1. August 2013 bis 2022 war Strothotte Präsident der Kühne Logistics University, einer privaten Hochschule in Hamburg.

## Ehrenamtliches Engagement
Ehrenamtlich gründete Thomas Strothotte als Vorsitzender eines gemeinnützigen Trägervereins die Internationale Grundschule Pierre Trudeau (2000) und das Internationale Gymnasium Pierre Trudeau (2004) in Magdeburg.

## Arabisch als Pflichtsprache an deutschen Schulen
In der Ausgabe 6/2016 der Wochenzeitung Die Zeit, die Anfang Februar 2016 erschien, schlug Strothotte in einem Gastbeitrag vor, an deutschen Schulen Arabisch als ordentliches Lehrfach einzuführen.
Damit sei ein Zugang zur arabischen Welt möglich. Strothotte betonte, dass damit anerkannt würde, dass Deutschland ein Einwanderungsland mit einer mehrsprachigen Gesellschaft sei. Bereits die Vorankündigung der Veröffentlichung fand im Internet ein großes Echo, abseits der bloßen Replizierung der Pressemitteilung, vornehmlich in Form von Gegenwind aus Parteikreisen von CDU, Grünen und SPD. Jenovan Krishnan, Mitglied im CDU-Bundesvorstand und Vorsitzender des Rings Christlich-Demokratischer Studenten, nannte den Vorschlag ein „völlig falsches Signal“, der Integration nicht fördern, sondern behindern würde. Auch Özcan Mutlu, Bildungsexperte von Bündnis 90/Die Grünen im Bundestag, stufte den Ansatz als integrationsschädlich ein. Der sozialdemokratische Bildungsexperte im Bundestag Ernst Dieter Rossmann nannte ihn irreführend, er führe zu mehr Problemen als dadurch gelöst würden.
Jürgen Kaube kommentierte Strothottes Vorschlag in der Frankfurter Allgemeinen Zeitung als „Unterwerfung des Verstandes unter das Drauflosreden“.